# Prêmio Von Hippel
O Prêmio Von Hippel (em alemão:  Von Hippel Award) é o maior prêmio científico da Materials Research Society, em memória de Arthur Robert von Hippel. É concedido anualmente desde 1978; o vencedor do primeiro prêmio foi o próprio Von Hippel em 1976.
O prêmio no campo interdisciplinar da Ciência dos materiais é dotado com US$ 10 000 (situação em 2014). Os recipientes tornam-se membros honorários da Materials Research Society e devem dar uma palestra na abertura da respectiva reunião de outono da sociedade.

## Recipientes
- 1976 Arthur Robert von Hippel, Instituto de Tecnologia de Massachusetts
- 1978 William Oliver Baker, Bell Labs
- 1979 David Turnbull, Universidade Harvard
- 1980 Conyers Herring, Universidade Stanford
- 1981 James W. Mayer, Universidade Cornell
- 1982 Clarence Zener, Universidade Carnegie Mellon
- 1983 Peter Hirsch, Universidade de Oxford
- 1984 Walter L. Brown, Bell Labs
- 1985 John Werner Cahn, National Institute of Standards and Technology (NIST)
- 1986 Minko Balkanski, Universidade Pierre e Marie Curie
- 1987 Frederick Charles Frank, Universidade de Bristol
- 1988 Jacques Friedel, Universidade Paris-Sul
- 1989 John Bannister Goodenough, Universidade do Texas em Austin
- 1990 Robert W. Balluffi, Instituto de Tecnologia de Massachusetts
- 1991 Theodore Geballe, Universidade Stanford
- 1992 Michael Ashby, Universidade de Cambridge
- 1993 Frederick Seitz, Universidade Rockefeller
- 1994 Alfred Yi Cho, Bell Labs
- 1995 William W. Mullins, Universidade Carnegie Mellon
- 1996 Alan Cottrell, Universidade de Cambridge
- 1997 Gábor Somorjai, Universidade da Califórnia em Berkeley
- 1998 Larry L. Hench, Imperial College London
- 1999 Richard S. Stein, Universidade de Massachusetts Amherst
- 2000 George Whitesides, Universidade Harvard
- 2001 Simon C. Moss, Universidade de Houston
- 2002 Howard Kent Birnbaum, Universidade de Illinois em Urbana-Champaign
- 2003 Julia Weertman, Northwestern University
- 2004 Nick Holonyak, Jr., Universidade de Illinois em Urbana-Champaign
- 2005 Robert Langer, Instituto de Tecnologia de Massachusetts
- 2006 Knut Urban, Forschungszentrum Jülich
- 2007 William Dale Nix, Universidade Stanford
- 2008 Herbert Gleiter, Forschungszentrum Karlsruhe
- 2009 Tobin Marks, Northwestern University
- 2010 L. Eric Cross, Universidade Estadual da Pensilvânia
- 2011 Paul Alivisatos, Laboratório Nacional Lawrence Berkeley e Universidade da Califórnia em Berkeley
- 2012 Stuart Parkin, IBM Almaden Research Center
- 2013 Mildred Dresselhaus, Instituto de Tecnologia de Massachusetts
- 2014 Marvin Cohen, Universidade da Califórnia em Berkeley
- 2015 Richard Friend, Universidade de Cambridge
- 2016 Charles Lieber, Universidade Harvard
- 2017 Chintamani Rao, Jawaharlal Nehru Centre for Advanced Scientific Research
- 2018 Hideo Hosono, Instituto Tecnológico de Tóquio
- 2019 Jerry Tersoff, IBM T. J. Watson Research Center
- 2020 Cato T. Laurencin, Universidade de Connecticut
- 2021 Harry Atwater, Instituto de Tecnologia da Califórnia[2]